# اخلاقتو خوب کن
اخلاقتو خوب کن فیلمی در ژانر کمدی اجتماعی، به تهیه‌کنندگی سید امیر پروین‌حسینی و کارگردانی سید مسعود اطیابی است. فیلمنامهٔ این فیلم را رضا مقصودی نوشته‌است. اخلاقتو خوب کن در سال ۱۳۹۰ اکران شدکه مجری طرح جواد فرحانی می‌باشد.

## خلاصه داستان
فرشته‌ای (رضا عطاران) وظیفه دارد که آدم‌ها را به دنیایی دیگر بفرستد، اما در یک مورد دچار اشتباه می‌شود و دو نفر که به آن دنیا فرستاده، برگشت می‌خورند. در حالی که این دو برای انجام مأموریتی به این دنیا بازگشته‌اند.

## بازیگران
| بازیگر             | نقش       |
| ------------------ | --------- |
| حامد کمیلی         | ابراهیم   |
| رضا عطاران         | بشارت     |
| جواد رضویان        | عقیل      |
| الهام حمیدی        | سایه      |
| فخرالدین صدیق شریف |           |
| مهدی فقیه          | روحانی    |
| مریم معصومی        |           |
| فرحناز منافی ظاهر  | دوست سایه |